# Songs About Fucking
Songs About Fucking é o segundo e último álbum de estúdio da banda americana de noise rock Big Black. Ele ficou na posição 54 do 100 Albums of the 1980s da Pitchfork Media. Inclui versões de músicas dos grupos Kraftwerk ("The Model") e Cheap Trick ("He's a Whore").
Songs About Fucking tem sido chamado de "certamente o título de álbum mais honesto da história do rock'n'roll". O título do álbum (vulgarmente apagado quando exibido nas lojas em seu lançamento), de acordo com um crítico, "nome e capa podem ser brutais mas a música que tem dentro é mais ainda". A banda já havia decidido se separar antes do álbum ser gravado, o fim foi solicitado pelo guitarrista Santiago Durango que tomou a decisão de se inscrever no curso de direito, e, segundo Steve Albini, pelo desejo da banda de sair de cena enquanto ainda estava no auge.

## Faixas
Todas as músicas escritas por Big Black, exceto as anotadas.
1. "The Power of Independent Trucking"  – 1:27
2. "The Model"  – 2:34 (Karl Bartos, Ralf Hütter, Emil Schult)
3. "Bad Penny"  – 2:33
4. "L Dopa"  – 1:40
5. "Precious Thing"  – 2:20
6. "Colombian Necktie"  – 2:14
7. "Kitty Empire"  – 4:01
8. "Ergot"  – 2:27
9. "Kasimir S. Pulaski Day"  – 2:28
10. "Fish Fry"  – 2:06
11. "Pavement Saw"  – 2:12
12. "Tiny, King of the Jews"  – 2:31
13. "Bombastic Intro"  – 0:35
14. "He's a Whore"  – 2:37* (Rick Nielsen)

Um asterisco (*) indica um faixa disponível apenas na reedição em CD.

## Créditos
- Dave Riley: Baixo.
- Santiago Durango (Creditado como Melvin Belli): Guitarra.
- Steve Albini: Guitarra, Vocal.
- Roland TR-606: Drum machine.